# Best of Mano Negra
Best Of Mano Negra è un album dei Mano Negra pubblicato nel 1998.

## Tracce
1. Mano Negra – 1:01
2. King Kong Five – 1:56
3. Soledad – 2:34
4. Mala vida – 2:52
5. Sidi H'Bibi – 3:24
6. Rock Island Line – 3:07
7. Noche de accion – 2:47
8. Guayaquil City – 3:01
9. Peligro – 2:53
10. Sueno de solentiname – 2:50
11. Indios de Barcelona – 2:22
12. Mad Man's Dead – 2:01
13. Senor Ma Tanza – 3:58
14. Out of Time Man – 3:25
15. Pas assez de toi – 2:19
16. King of Bongo – 3:38
17. Ronde de nuit – 2:54
18. Patchanka – 3:06
19. Salga la Luna – 3:34
20. Santa Maradona – 3:16
21. El sur – 1:00
22. Long Long Nite (Inedit) – 4:16
23. On telefon (Inedit) – 1:36
24. Darling Darling – 2:01

## Formazione
- Manu Chao - voce, chitarra ritmica
- Daniel Jamet - chitarra solista, cori
- Antoine Chao - tromba, cori
- Pierre Gauthé - trombone, cori
- Thomas Darnal - tastiere, cori
- Joseph Dahan - basso, cori
- Santiago Casariego - batteria, cori
- Philippe Teboul - percussioni, cori